# Natsume yūjin-chō: Ishi okoshi to ayashiki raihōsha
Natsume yūjin-chō: Ishi okoshi to ayashiki raihōsha (jap. 夏目友人帳 石起こしと怪しき来訪者) – japoński film animowany z 2021 roku na podstawie mangi Księga przyjaciół Natsume autorstwa Yuki Midorikawy. Film został wyprodukowany przez studio Shuka, za reżyserię pod kierownictwem Takahiro Ōmoriego odpowiadał Hideki Itō, a scenariusz napisał Sadayuki Murai. Premiera w japońskich kinach miała miejsce 16 stycznia 2021.

## Fabuła
Film składa się z dwóch nowych, samodzielnych historii. Pierwsza z nich opowiada o Natsume szukającym Madary, swojego zaginionego ochroniarza. Podczas poszukiwań chłopak natrafia na Mitsumiego, małego yōkai, który został wyznaczony jako „Ishi Okoshi” – budziciel Gantetsu, potężnego ducha wody. Natsume pomaga yōkai spłacić dług wdzięczności wobec swojego pana, pomagając mu obudzić ayashiki z głębokiego snu.
Druga historia opowiada o przyjacielu Natsume, Tanumie, który posiada silne moce duchowe, ale pozwalają mu one jedynie dostrzec echa przeszłości w świątyni, gdzie mieszka z ojcem. Pewnego dnia Tanuma zaczyna zachowywać się z dystansem, a jego odmienne nastawienie niepokoi Natsume, zwłaszcza gdy w jego życiu pojawia się nowy, tajemniczy przyjaciel.

## Obsada
| Postać                             | Seiyū             |
| ---------------------------------- | ----------------- |
| Takashi Natsume                    | Hiroshi Kamiya    |
| Madara/Nyanko-sensei               | Kazuhiko Inoue    |
| Kaname Tanuma                      | Kazuma Horie      |
| Hinoe                              | Akemi Okamura     |
| Misuzu                             | Takaya Kuroda     |
| Chobihige                          | Chō               |
| Jednooki yōkai klasy średniej      | Takashi Matsuyama |
| Yōkai klasy średniej o twarzy wołu | Hiroshi Shimozaki |
| Mitsumi                            | Hisako Kanemoto   |